# UFC 88
UFC 88: Breakthrough foi um evento de artes marciais mistas promovido pelo Ultimate Fighting Championship, ocorrido em 6 de setembro de 2008 na Philips Arena, em Atlanta, nos Estados Unidos. Teve como luta principal o confronto entre os meio-pesados Chuck Liddell e Rashad Evans.

## Bônus da Noite
- Luta da Noite:  Kurt Pellegrino vs.  Thiago Tavares
- Nocaute da Noite:  Rashad Evans
- Finalização da Noite:  Jason MacDonald

## Ligações Externas
- «Página oficial»